# Eparquia de Saints Cyril e Methodius de Toronto
A Eparquia de Saints Cyril e Methodius de Toronto (Eparchia Sanctorum Cyrilli et Methodii Torontini Slovachorum ritus Byzantini) é uma eparquia pertencente a Igreja Católica Bizantina Eslovaca, com rito bizantino no Canadá. Sua sede está localizada na cidade de Toronto, na província de Ontário, sendo sujeita imediatamente a Santa Sé. Foi fundada em 1980 pelo Papa João Paulo II. Com uma população católica de 3.800 habitantes, possui 4 paróquias com dados de 2018.

## História
Em 13 de outubro de 1980 o Papa João Paulo II cria a Eparquia de Saints Cyril e Methodius de Toronto, pertence a Igreja Católica Bizantina Eslovaca, adotando o rito bizantino sendo sujeita imediatamente a Santa Sé. 

## Lista de eparcas
A seguir uma lista de eparcas desde a criação do eparquia em 1980. 
|                                               | Nome                                          | Período                                       | Notas                                         |
| Eparcas de Santos Ciril e Metodius de Toronto | Eparcas de Santos Ciril e Metodius de Toronto | Eparcas de Santos Ciril e Metodius de Toronto | Eparcas de Santos Ciril e Metodius de Toronto |
| --------------------------------------------- | --------------------------------------------- | --------------------------------------------- | --------------------------------------------- |
| 5º                                            | Kurt Richard Burnette                         | 2020                                          | Administrador apostólico                      |
| 4º                                            | Marián Andrej Pacák, C.Ss.R.                  | 2018 - 2020                                   |                                               |
| 3º                                            | John Stephen Pazak, C.Ss.R.                   | 2000 - 2018                                   | Administrador apostólico entre 2016 - 2018    |
| 2º                                            | John Fetsco, C.Ss.R.                          | 1996 - 2000                                   | Administrador apostólico                      |
| 1º                                            | Michael Rusnak, C.Ss.R.                       | 1980 - 1996                                   |                                               |